# Asko Vilkuna
Asko Kustaa Juhani Vilkuna, född 17 november 1929 i Nivala, död 13 december 2014 i Jyväskylä, var en finländsk etnolog. Han var son till etnologen Kustaa Vilkuna och far till museologen Janne Vilkuna.
Vilkuna blev filosofie doktor 1958. Han var 1955–1962 lektor i finska vid Lunds universitet och 1961–1969 docent i finsk-ugrisk etnologi vid Helsingfors universitet, tf. professor i folklivsforskning vid Jyväskylä universitet 1964–1966 och professor i ämnet 1966–1993. Han var medlem i Högskolerådet 1970–1983 och dess ordförande 1973–1983.
Bland Vilkunas arbeten märks doktorsavhandlingen Das Verhalten der Finnen in „heiligen“ (pyhä) Situationen (1956). 

## Utmärkelser, ledamotskap och priser
- Ledamot av Vetenskapssocieteten i Lund (LVSL, 1989)[4]